# Thesea mitzukurii
Thesea mitzukurii is een zachte koraalsoort uit de familie Plexauridae. De koraalsoort komt uit het geslacht Thesea. Thesea mitzukurii werd voor het eerst wetenschappelijk beschreven door author unknown. 